# Дума (Сирія)
Дума (араб. دوما Dūmā) — місто в провінції Дамаск, у Сирії. Центр міста знаходиться на відстані 10 км на північний захід від центру столиці країни Дамаску. Адміністративний центр провінції Дамаск (Rif Dimashq), яка повністю оточує провінцію міста Дамаск, а також є адміністративним центром району Дума.
Під час заворушень та громадянської війни 2011–2012 рр. в місті відбувались антиурядові демонстрації та запеклі бої з сирійською армією та силами безпеки.
30 січня 2012 року сирійська армія відновила контроль над містом.